# Gara Venezia Mestre
Gara Venezia Mestre (în italiană Stazione di Venezia Mestre) este o stație de joncțiune feroviară în comuna Veneția a Italiei. Ea se află în frazione Mestre (partea continentală a Veneției) și este clasificată de către proprietarul său, Rete Ferroviaria Italiana, ca o stație de categoria gold.
Gara se află la kilometrul 257,907 al cării ferate Milano–Veneția și la kilometrul 27,778 al căii ferate Adria–Mestre. Ea este, de asemenea, punctul de origine al altor linii care converg spre Veneția drept capitală a regiunii Veneto.
În plus, gara formează limita cartierelor Mestre și Marghera, care sunt conectate prin cele două pasaje subterane ale gării, unul doar pentru pietoni și celălalt pentru pietoni și bicicliști.
Venezia Mestre este una dintre cele două importante stații de cale ferată ale Veneției, cealaltă fiind Venezia Santa Lucia, o stație terminus pe insula Veneția. Ambele stații sunt gestionate de către Grandi Stazioni și sunt conectate între ele prin Ponte della Libertà (în română „Podul Libertății”) ce face legătura între continent și insulă.

## Caracteristici
În timp ce ușile de acces în gara Venezia Santa Lucia sunt de obicei închise pe timp de noapte, gara Venezia Mestre este mereu deschisă și oamenii pot trece, de asemenea, în timpul nopții pentru a lua unul din puținele trenuri de noapte sau pentru a folosi pasajele subterane între Mestre și Marghera (magazinele și casele de bilete sunt de obicei închise în timpul nopții).
Noaptea târziu sau dimineața devreme, trenurile pot opri în gara Venezia Mestre dacă gara Venezia Santa Lucia este închisă în acel moment. În acest caz, pasagerii care merg către sau vin din centrul istoric al Veneției trebuie să folosească serviciul de autobuz 24/7 ACTV (liniile 2 și H1) din Piazzale Roma către gara Venezia Mestre și viceversa.

## Transport feroviar
Gara este deservită de următoarele trenuri:
- Trenul de mare viteză (Frecciarossa) Salerno - Napoli - Roma - Florența - Bologna - Padova - Veneția
- Trenul de mare viteză (Italo) Salerno - Napoli - Roma - Florența - Bologna - Padova - Veneția
- Trenul de mare viteză (Frecciargento) Napoli - Roma - Florența - Bologna - Padova - Veneția
- Trenul de mare viteză (Frecciargento) Roma - Aeroportul Roma - Florența - Bologna - Padova - Veneția
- Trenul de mare viteză (Frecciabianca) Torino - Milano - Verona - Padova - Veneția - Trieste
- Trenul de mare viteză (Frecciabianca) Torino - Milano - Verona - Padova - Veneția
- Trenul de mare viteză (Frecciabianca) Milano - Verona - Padova - Veneția - Treviso - Udine
- Trenul de mare viteză (Frecciabianca) Lecce - Bari - Ancona - Rimini - Padova - Veneția
- Trenul Intercity (EuroCity) München - Innsbruck - Verona - Padova - Veneția
- Trenul Intercity (EuroCity) Geneva - Lausanne - Brig - Milano - Verona - Padova - Veneția
- Trenul Intercity (EuroCity) Viena - Klagenfurt - Villach - Udine - Treviso - Veneția
- Trenul Intercity (Intercity) Roma - Florența - Bologna - Padova - Veneția - Trieste
- Trenul de noapte (Thello) Paris - Milano - Verona - Padova - Veneția
- Trenul de noapte (CityNightLine) Munchen - Tarvisio - Udine - Treviso - Veneția
- Trenul de noapte (EuroNight) Roma - Bologna - Veneția - Villach - Viena
- Trenul de noapte (EuroNight) Viena - Linz - Salzburg - Villach - Udine - Treviso - Veneția
- Trenul de noapte (Intercity Notte) Roma - Bologna - Veneția - Udine - Trieste
- Trenul Express (Regionale Veloce) Bologna, Ferrara, Rovigo - Padova - Veneția
- Trenul Express (Regionale Veloce) Verona - Vicenza - Padova - Veneția
- Trenul Express (Regionale Veloce) Trieste - Cervignano del Friuli - Portogruaro - Veneția
- Trenul Express (Regionale Veloce) Trieste - Gorizia - Udine - Treviso - Veneția
- Trenul regional (Treno regionale) Ferrara, Rovigo - Monselice - Padova - Veneția
- Trenul regional (Treno regionale) Verona - Vicenza - Padova - Veneția
- Trenul regional (Treno regionale) Trieste - Gorizia - Udine - Treviso - Veneția
- Trenul regional (Treno regionale) Bassano del Grappa - Castelfranco Veneto - Veneția
- Trenul local (Treno regionale) Portogruaro - Veneția
- Trenul local (Treno regionale) Adria - Piove di Sacco - Veneția

## Trafic
Venezia Mestre constituie o parte esențială a sistemului feroviar din nord-estul Italiei. Stație importantă atât pentru transportul de marfă, cât și pentru cel de pasageri, ea este tranzitată zilnic de aproximativ 500 de trenuri și de 85.000 de pasageri. Ea reprezintă, de asemenea, un nod feroviar strategic, în care converg liniile Milano–Veneția, Veneția–Udine, Trento–Veneția, Veneția–Trieste și Adria–Mestre și din care pleacă o cale ferată cu patru linii către Venezia Santa Lucia.